# Bellona (Caserta)
Bellona é uma comuna italiana da região da Campania, província de Caserta, com cerca de 5.109 habitantes. Estende-se por uma área de 11 km², tendo uma densidade populacional de 464 hab/km². Faz fronteira com Camigliano, Capua, Pontelatone, Vitulazio.

## Demografia
| Variação demográfica do município entre 1861 e 2011                               |
|                                                                                   |
| Fonte: Istituto Nazionale di Statistica (ISTAT) - Elaboração gráfica da Wikipedia |